# Estação Las Lomas
A Estação Las Lomas é uma das estações do Trem Urbano de San Juan, situada em San Juan, entre a Estação San Francisco e a Estação Martínez Nadal. É administrada pela Alternate Concepts Inc..
Foi inaugurada em 17 de dezembro de 2004. Localiza-se no cruzamento da Rua 31 S O com a Rua 33. Atende o bairro de Gobernador Piñero.